# 로키산맥
로키산맥(영어: Rocky Mountains 또는 Rockies)은 북아메리카 서부에 있는 산맥이다. 캐나다의 브리티시컬럼비아주에서 미국의 뉴멕시코주까지 남북으로 4,500km에 걸쳐 뻗어있다. 가장 높은 봉우리는 콜로라도주의 엘버트산으로, 해발 4,401m이다. 롭슨봉(3,954m)은 브리티시컬럼비아주에 있는 봉우리로 캐나다 로키산맥에서 가장 큰 봉우리이다.
북아메리카 대륙의 대륙 분수령이 되어 있는 이 산맥은, 미국에서는 북부·중부·남부로 나누어 지형적으로 약간 다르지만, 모구 2,000m 이상의 융기수준평원(隆起水準平原) 위에 잔구(殘丘)가 높은 봉우리가 되어 솟아 있다. 북부 로키는 4,000m 정도의 험준한 산봉우리와, U자곡(谷)이 발달한 3,000m 이상의 고원이 중심이지만, 남부 로키는 남북으로 길게 뻗은 3줄기의 산맥으로 형성되며, 중부 로키는 다수의 곡륭산지(曲隆山地)와 경동지괴(傾動地塊) 등의 독립된 산지 및 그 사이에 있는 저지로 형성되어 있다. 빙하시대에는 이들은 코르딜레라 빙상(氷床)으로 뒤덮여 있었으므로, 남부 로키를 제외하고 전형적인 빙식(氷蝕)지형을 보인다. 또, 평균 3,000m를 넘는 높이로 해서 대륙횡단 교통의 장애가 되었는데, 특히 남부는 동서로 달리는 계곡이 없기 때문에 오랫동안 교통로가 트이지 않았다.

## 지질학적 특징
로키산맥 동쪽은 고생대와 초기 중생대에 바다였던 곳에 퇴적암층이 쌓여 이루어진 곳으로 지층의 두께가 얇다. 반면 서쪽은 지표의 곡와(曲窩)가 광범위하게 일어나 만들어진 지향사로 지층이 두껍다.
후기 중생대 지각운동으로 곡와의 기반이 융기·습곡·충상단층작용을 시작하면서 풍화물질의 상당량이 동쪽으로 이동해 퇴적되었다. 한편 쥐라기의 거대한 지각운동으로 지향사의 퇴적물에 첫 번째 변형이 일어나 해양 동물이 살던 곳이 넓은 고지로 바뀌었다.
그레이트베이슨을 구성하는 기반 지층은 대습곡과 충상암상으로, 거대한 지각변동의 시기에 이루어진 지형이다. 아이다호주 남동부와 와이오밍주 서부의 충상암상은 캐시 융기지형에서 형성되어 중력으로 인해 동쪽으로 32~48 km 정도 이동한 퇴적암의 한 단면인 것으로 추정된다. 캐나다령 로키산맥과 몬태나주 북서부도 유사한 충상암상이 연속되어 있다. 그 넓이나 평탄함의 정도를 보면 충상암상이 멀리까지 이동했다는 사실이 증명되고, 서쪽으로 누워 있는 융기의 동쪽 경사면 쪽으로 낮은 각도의 단층이 만들어진 것은 중력 때문이라는 이론의 근거를 확인할 수 있다.
유타주의 그레이트베이슨과 네바다주 남부에 관해서는 3가지 학설이 있다.
1. 첫째, 네바다주 동쪽에서 융기한 충상암상이 유타주 중앙까지 이동했다는 설,
2. 둘째, 캐시 융기지형과 같은 암상이 주변에서 형성되어 서쪽으로 40 km 정도 이동했다는 설,
3. 셋째, 동편의 충상암상이 해저 퇴적층의 무게에 눌리고 태평양에서 서쪽으로 804 km 떨어진 육붕(陸棚) 밑에서 일어난 지각운동으로 인해 로키산맥 서쪽 부분으로 이동했다는 것이다.

몬태나주에는 환상형 융기지형이 동쪽으로 펼쳐져 있는데 대표적인 것으로는 리틀벨트산맥과 빅스노위산맥이 있다. 가장 오래된 암석은 선캄브리아 시대의 것으로 방사성 샘플 검사 결과 11억~27억 년 전의 것임이 밝혀졌다. 몬태나주에는 또 곳곳에 화산대가 산재하지만 고산성 기복으로 인해 하이우드·크레이지산맥은 다른 곳과 구별된다. 이 지역은 단단한 용암으로 이루어진 바위가 암맥을 이루는 전형적인 예이다.
와이오밍주에는 빅혼 분지가 있고, 융기로 이루어진 블랙 구릉은 인접한 산들에 비해 높지는 않으나 넓게 퍼져 있다. 블랙 구릉 북서쪽 끝에 있는 파우더리버 분지에는 최근에 유전이 개발되었다.
유타주 북동쪽과 콜로라도주 북서쪽에 있는 유니타산맥은 로키산맥 동쪽의 융기지형 중 가장 전형적인 형태이다. 넓은 상향배사 구조가 구부러져 있어 기포 모양의 곡융(曲隆)임을 알 수 있다. 또한 이 곡융이 상향충상단층과 경계를 이루어, 융기의 원인이 수직상향으로 가해진 힘에 의한 것임을 알 수 있다.
뉴멕시코주에는 후기 신생대에 형성된 후기 로키산맥 단층이 있다. 현재 이 단층곡에 의해 리오그란데강이 텍사스주 서쪽과 멕시코를 향해 아래로 이동하고 있다. 샌앤드레이어스 융기지형은 마주보는 2개의 암벽으로 되어 있는데 동쪽이 새크라멘토산맥이고 서쪽이 샌앤드레이어스산맥이다. 좀더 북쪽에 있는 샌디아 융기지형은 베이슨앤드레인지프러빈스의 북쪽 갈래라고 생각된다. 유타주 남동쪽, 콜로라도주 서쪽, 애리조나주 북쪽, 뉴멕시코주 북서쪽에 걸쳐 있는 콜로라도고원도 기본적으로 로키산맥에 속한다. 콜로라도고원은 그 규모면에서 로키산맥 동부의 융기지형에 필적할 만하다. 북부의 융기지형들처럼 돔 형태로 높이 솟지 않았기 때문에 풍화작용도 덜 받아 선캄브리아 시대의 바위가 전혀 노출되어 있지 않다.
콜로라도강의 그랜드캐니언은 카이밥 융기지형의 남쪽 끝을 가로지르고 있다. 이곳에는 마그마가 퇴적암층 사이로 흘러들어감으로써 기반암의 중앙이 볼록하게 부풀어올라 형성된 병반 형태의 산들이 있다.
로키산맥의 융기지형은 근처의 분지보다 6,096m 이상 높은 고도를 자랑하며 경계 충상도 발달했다. 이 경계 충상은 경사도가 깊어 거의 수직에 가까운 정도에 달한다. 이같은 지형은 기포 같은 마그마가 선캄브리아 시대의 지각 사이로 깊이 흘러들어가 만들어진 것으로 추측된다.
기반암의 3/4 가량이 화산벌과 충적토로 뒤덮인 그레이트베이슨은 후기 데본기부터 페름기까지 진화의 과정을 거쳤다. 쥐라기 때부터 네바다주 중앙의 지층파괴지대 동쪽에서 지각이 불안정해지기 시작했다. 쥐라기에 대부분 산악지대였던 네바다주 동부와 유타주 서부는 이때 평지가 된 것으로 추정된다. 그러나 로키산맥 서쪽의 일부지역은 그위에 그레이트 베이슨의 단층이 포개져 있고 기반암도 지질학적으로 분명하지 않기 때문에, 현재까지도 명백하게 설명되지 않고 있다.
로키 산맥에는 대규모 화산대가 곳곳에 흩어져 있다. 이곳의 화산암은 대체로 실리카가 풍부하지만 철과 마그네슘 성분이 풍부한 것도 있다. 화산암에 실리카 성분이 높다는 것은, 이곳의 마그마가 지구 내부의 맨틀층에 있는 현무암 성분이 용해되어 생긴 것이 아니라 선캄브리아 시대 지각의 암석이 용해되어 형성된 것이라는 추정을 가능하게 한다.
로키산맥의 서쪽은 응고한 마그마가 횡단 관입을 일으킨 군집체로 유명하다. 이 군집 마그마는 선캄브리아 시대의 규석이 응접되어 이루어진 것으로 추정된다. 마그마의 결정작용에 의해 열용류(熱熔流)가 일어나고 이에 따라 구리·납·아연·은·철 등이 섞인 황화물을 비롯한 금속 화합물이 이동한다. 바위에 있는 작은 공간을 통해 열용류 현상이 상승하다가, 기온이 떨어지면 각종 금속 황화물질이 응고하게 된다. 마그마 관입이 석회암층을 관통하면 용류물질과 석회암 사이에서 화학반응이 생겨 그곳에 대규모 황화 퇴적물이 형성되는 것이다. 빙엄·파크시티 같은 곳의 광산 지역은 군집 마그마 주변에서 광물화 작용이 일어나 생겼다.

## 강
로키산맥에서 발원하는 강은 태평양이나 대서양으로 흘러 들어간다.
- 아칸소강
- 아타바스카강
- 콜로라도강
- 컬럼비아강
- 프레이저강
- 리어드강
- 쿠트네이강
- 미주리강
- 피스강
- 플랫강
- 리오그란데강
- 서스캐처원강
- 스네이크강
- 옐로스톤강
- 유콘강

## 같이 보기
- 윈드리버산맥